# Овсянка (Красноярский край)
Овся́нка — село в России, в Красноярском крае, входит в городской округ город Дивногорск. Включает в себя территорию бывшего посёлка Молодёжный.

## География
Расположено на правом берегу Енисея, в устье реки Овсянки. Возникло не позднее 1671 года (по данным подворной переписи жителей Красноярского уезда).

## Население
| 1970 | 1979  | 1989  | 2002  | 2010  |
| ---- | ----- | ----- | ----- | ----- |
| 6187 | ↘5468 | ↘4546 | ↘3781 | ↘2228 |

## Транспорт
Остановочные платформы «Овсянка» (главная платформа в селе) и «Усть-Мана» (в районе бывшего ДОЗа)) на железнодорожной линии Енисей — Дивногорск, пригородные поезда до Красноярска, Минино и Дивногорска.
Автобусное сообщение с Дивногорском, Красноярском, близлежащими посёлками Слизнево, Усть-Мана (автобусы № 102 — до Дивногорска и посёлков, № 106, № 146).

## Люди, связанные с селом
Село известно как родина русского писателя Виктора Астафьева, именем которого названа библиотека-музей, расположенная в селе.

## Галерея
Вид на Овсянку со смотровой площадки 
(вдали, между автодорогой и рекой Енисей)